# Gillicus

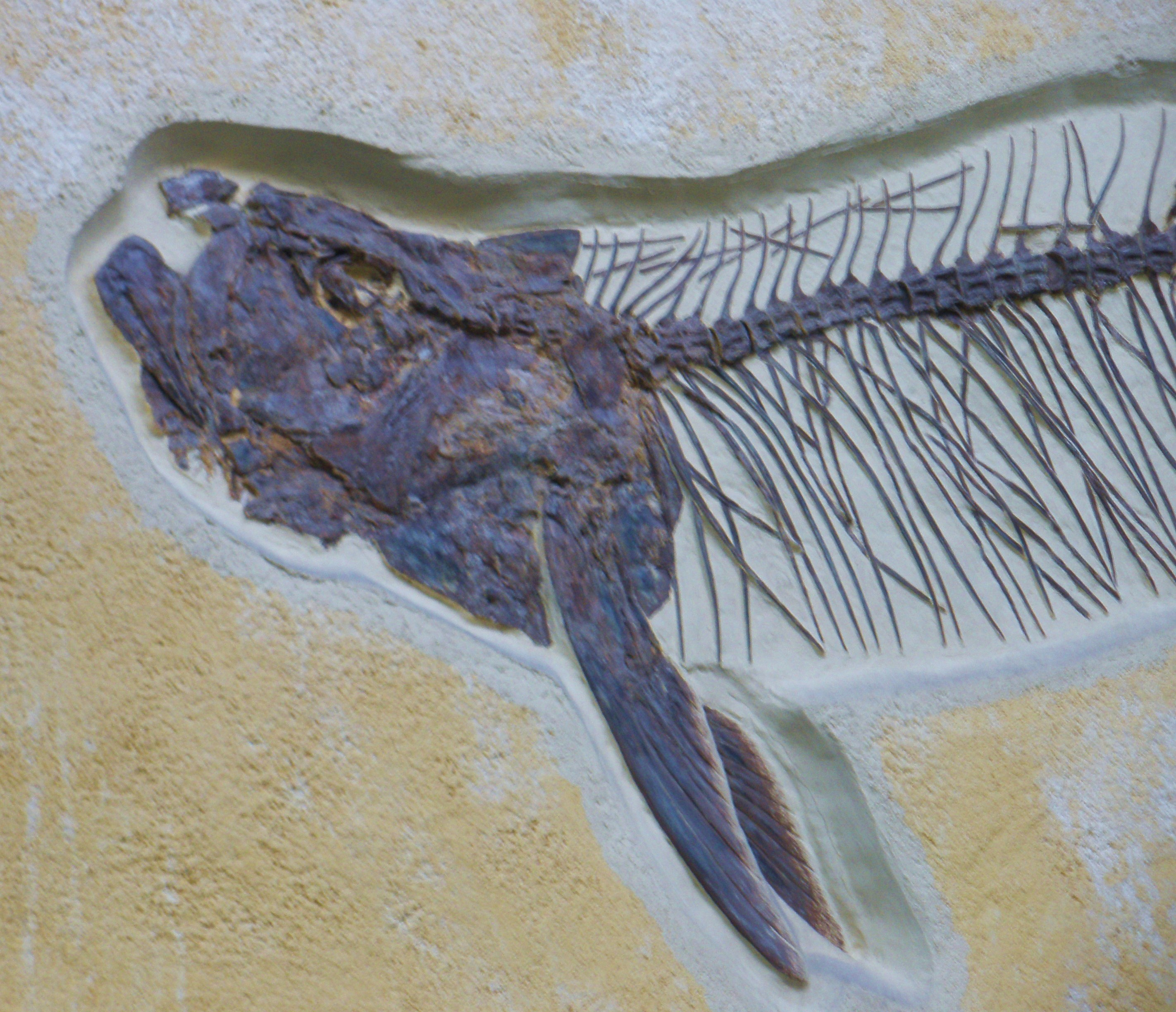
Fósil de Gillicus

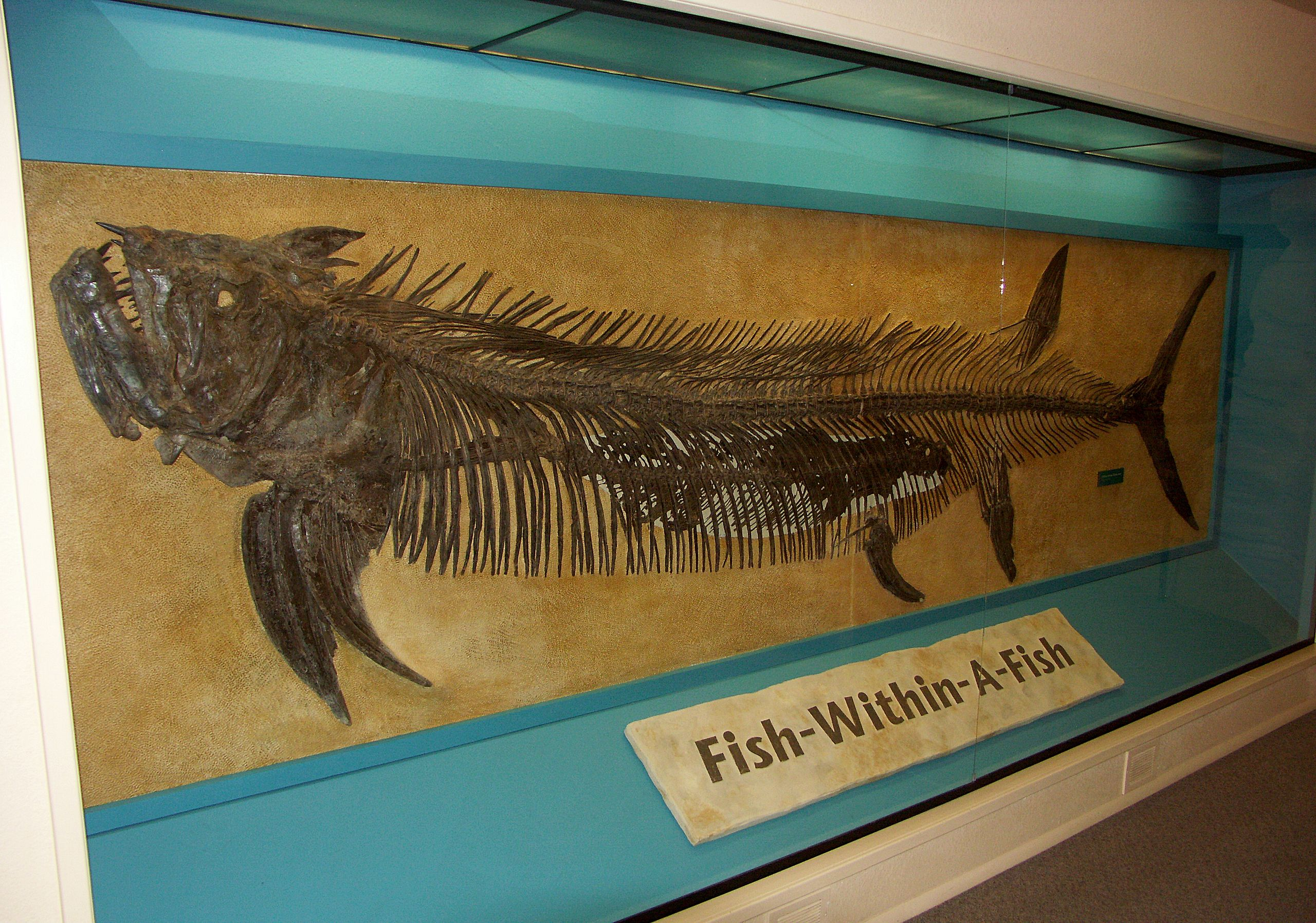
Gillicus arcuatus en el estómago de un Xiphactinus audax.

Gillicus es un género extinto de peces de la familia Ichthyodectidae que vivió en el cretácico superior en el denominado Mar interior occidental, un mar que se situaba en el continente de Norteamérica y que lo dividía en dos. Era de un tamaño relativamente pequeño comparado con otros ictiodéctidos. Gillicus tenía una mandíbula con numerosos dientes pequeños que usaba para tragarse a sus presas. Gillicus fue presa de un pariente cercano mucho más grande, Xiphactinus. Esto se sabe por un espécimen fósil de Xiphactinus encontrado por George F. Sternberg de 4 m con un espécimen casi completo de G.arcuatus de 1.8 m en su interior. Probablemente moriría al romperle algún órgano interno al tragarle, lo que los mató a los dos. Este fósil puede verse en el Museo de Historia Natural Sternberg en Hays, Kansas.